# Patvinsuo Nationalpark
Patvinsuo Nationalpark (finsk: Patvinsuon kansallispuisto) er en nationalpark i den nordlige Karelen-region i Finland, i kommunerne Lieksa og Ilomantsi. Den blev grundlagt i 1982 og dækker et areal på 105 km². Der er 80 kilometer afmærkede vandrestier i området. Parken har moser, tidligere drevne skove og svedjebrugsområder og nogle urskovsområder. Suomujärvi-søen ligger i det nordøstlige område i parken.